# آیین نورس‌ها

آویزهای میولنیر در دین نورس باستان معادل با صلیب مسیحی در اواخر عصر وایکینگ‌ها بود.

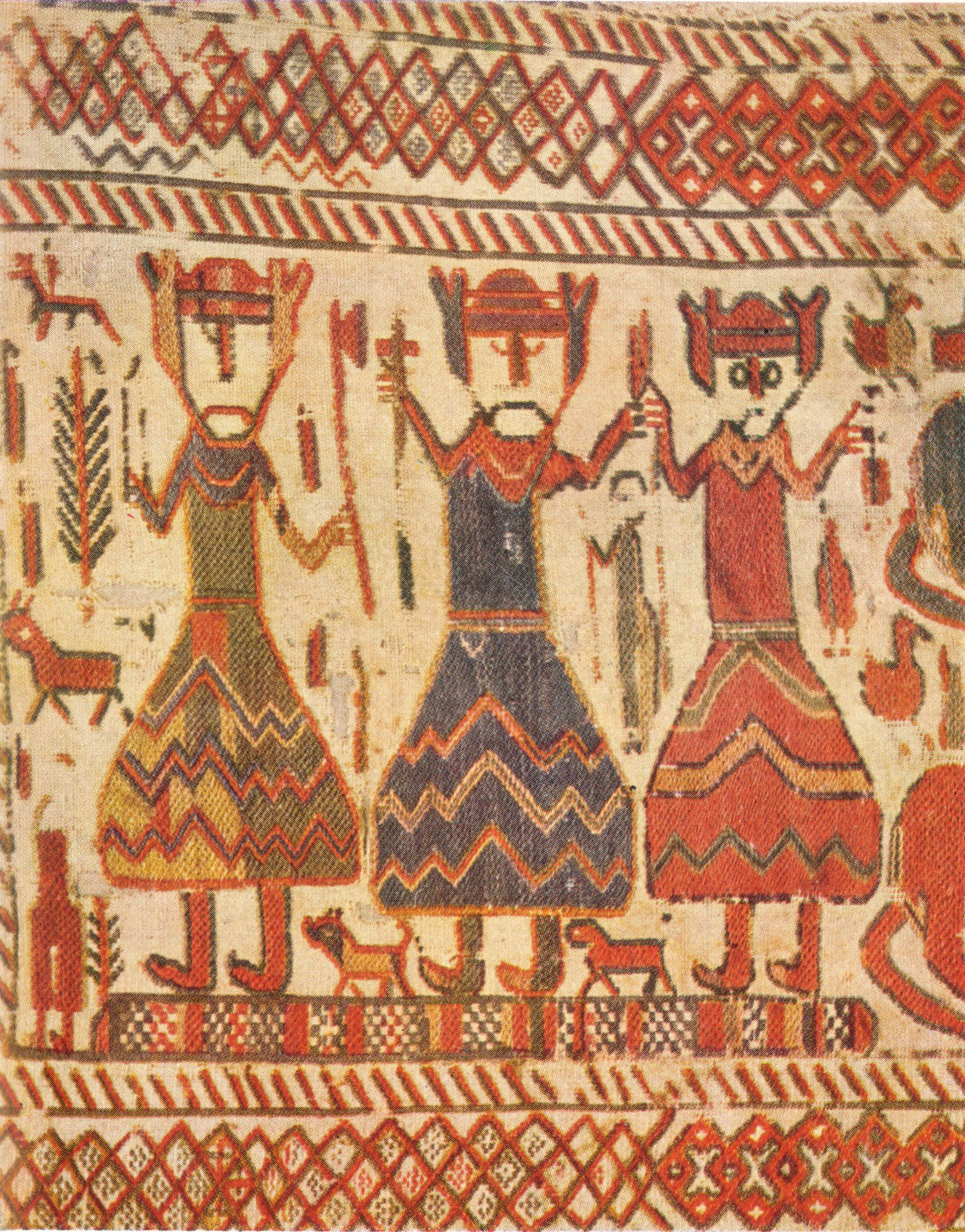
سه نقش روی ملیله قرن دوازدهم. آنها به خدایان نورس اودین (یک چشم)، ثور (چکش در دست) و فریر تعبیر شده‌اند.

آیین نورس‌ها (انگلیسی: Norse religion) یا پاگانیسم نورس‌ها (انگلیسی: Norse paganism)، رایج‌ترین نام برای شاخه ای از آیین ژرمنی است؛ که در دوره نیا نورس، زمانی که مردم ژرمن شمالی به شاخه ای متمایز از مردم ژرمن جدا شدند، توسعه یافت. مسیحیت جایگزین آن شد و در طول مسیحی شدن اسکاندیناوی فراموش شد. پژوهشگران جنبه‌های دین ژرمن شمالی را با زبان‌شناسی تاریخی، باستان‌شناسی، جای‌نام‌شناسی، و سوابق به جا مانده از مردم ژرمن شمالی، مانند کتیبه‌های رونی در فوثارک جوان، که بسط مشخص الفبای رونی در آلمان شمالی است، بازسازی می‌کنند. بسیاری از آثار نورس باستان مربوط به قرن سیزدهم اساطیر نورس را که جزء دین ژرمنی شمالی است، ثبت کرده‌اند.
دین نورس باستان شرک آمیز بود و نیازمند اعتقاد به خدایان و الهه‌های مختلف بود. این خدایان در اساطیر اسکاندیناوی به دو گروه آسیر و ونیر تقسیم می‌شدند که در برخی منابع گفته می‌شود که در جنگی باستانی شرکت داشتند تا اینکه متوجه شدند به یک اندازه قدرتمند هستند. در میان گسترده‌ترین خدایان، اودین و ثور بودند. نژادهای اساطیری دیگر از جمله یوتون‌ها، دورف‌ها، الف‌ها و ارواح زمینی نیز در این جهان ساکن بودند. کیهان‌شناسی نورس حول یک درخت جهانی به نام ایگدراسیل می‌چرخید که در کنار قلمرو انسان‌ها یعنی میدگارد، قلمروهای مختلفی وجود داشت. اینها شامل چندین قلمرو زندگی پس از مرگ است که تعدادی از آنها توسط خدایان کنترل می‌شوند.
دین نورس قدیم که از طریق فرهنگ شفاهی به جای متون نوشته‌شده منتقل می‌شد، به شدت بر روی اعمال آیینی متمرکز بود، و پادشاهان و رؤسا نقش اصلی را در انجام اعمال قربانی عمومی داشتند. فضاهای مذهبی مختلف استفاده می‌شد. در ابتدا فضاهای بیرونی مانند نخلستان‌ها و دریاچه‌ها معمولاً انتخاب می‌شدند، اما پس از قرن سوم میلادی به نظر می‌رسد خانه‌های فرقه نیز عمداً برای فعالیت‌های آیینی ساخته شده‌اند، اگرچه هرگز گسترده نبودند. جامعه نورس همچنین شامل تمرین‌کنندگان سیدر بود، نوعی جادو که برخی از محققان آن را شمن‌گرایانه توصیف می‌کنند. اشکال مختلفی از تدفین انجام می‌شد، از جمله خاکسپاری و سوزاندن انسان، که معمولاً با انواع اثاث قبر همراه بود.
در طول تاریخ آن، سطوح مختلفی از مبادله فرهنگی در میان مردمان همسایه، مانند سامی‌ها و فنلاندی‌ها رخ داده‌است. در قرن دوازدهم، دین نورس باستان با مسیحیت جایگزین شد و عناصری در فولکلور اسکاندیناوی ادامه یافت. علاقه به احیای دین نورس باستان در بحبوحه جنبش رمانتیسم قرن نوزدهم رخ داد که طی آن الهام بخش طیف وسیعی از آثار هنری بود. تحقیقات آکادمیک در مورد این موضوع در اوایل قرن نوزدهم آغاز شد، در ابتدا تحت تأثیر احساسات فراگیر رمانتیسیسم.